# Shiva Baby
Shiva Baby es una comedia de 2020 escrita y dirigida por Emma Seligman, siendo este su primer largometraje. Es una coproducción internacional de Estados Unidos y Canadá y está protagonizada por Rachel Sennott, Fred Melamed, Polly Draper, Molly Gordon, Danny Deferrari y Dianna Agron.
Es una adaptación de un corto de 2018 del mismo nombre, dirigido por la propia Seligman. Debutó en línea en el festival South by Southwest de 2020, y sus primeras proyecciones públicas fueron en la edición de 2020 del Festival Internacional de Cine de Toronto. En ambos festivales formó parte de la selección oficial. El estreno en cines y streaming se produjo el 2 de abril de 2021.
Shiva Baby recibió reseñas muy positivas por parte de los críticos. Fue alabada por la representación de la diversidad sexual de los judíos, y también por conseguir hacer la película accesible al público externo a esas minorías. También destacaron las habilidades de Seligman como directora y guionista, sobre todo considerando que se trata de su debut. Tanto la película como su directora recibieron numerosos premios.

## Sinopsis
Danielle (Rachel Sennott), una joven judía bisexual, acude a un Shiva (funeral de la religión judía) con sus padres, Joel (Fred Melamed) y Debbie (Polly Draper). Entre el resto de asistentes se encuentran también su exnovia Maya (Molly Gordon) y su sugar daddy Max (Danny Deferrari) junto con su mujer Kim (Dianna Agron) y su bebé.

## Argumento
Danielle, una estudiante universitaria de último año pasa la noche con su sugar daddy Max, antes de acudir con sus padres Joel y Debbie a una Shiva, un funeral de la religión judía. Antes de entrar a la casa de su tía Sheila, donde se celebra el evento, su madre le explica cómo debe responder a las preguntas sobre su desorganizada vida. Una vez dentro de la casa, los miembros de la comunidad judía comparan a Danielle constantemente con su exnovia Maya, que es adorada por los vecinos y está a punto de entrar en la escuela de derecho. Un rato más tarde llega a la fiesta Max, que resulta ser un antiguo compañero de universidad de Joel. Debbie insiste en presentarle a Danielle, con la esperanza de que algún conocido de Max contrate a su hija. Tras una conversación incómoda, Debbie cuenta que Max está casado, provocando la sorpresa y disgusto de Danielle.
Abrumada por los vecinos cotillas, Danielle se ve muy afectada cuando llega Kim, la mujer de Max, junto con su bebé Rose. Kim es aparentemente perfecta, pero no es judía. Tras rasgarse la pierna accidentalmente, Danielle se retira al baño, donde se saca una foto en topless y se lo envía a Max. Le interrumpen y abandona el baño con prisa, dejándose el móvil allí. Incapaz de dejar de mirar a Max y a su familia, se ofrece para limpiar el vómito de una habitación contigua para alejarse. Entonces aparece Maya, ofreciéndose a ayudar. Maya se da cuenta de que Danielle está constantemente observando a Max. Sin embargo, se piensa que sus miradas van dirigidas a Kim, e intenta medir el interés de Danielle en ella, mientras que Danielle intenta menospreciar el atractivo y éxito de Kim.
Finalmente, a Danille le presentan a Kim, en contra de su voluntad. Kim está interesada en establecer una conversación con ella y en contratarla, aunque los celos hacia ella hacen que Danielle lo rechace. También descubre que Kim es la que sostiene económicamente a la familia y, por lo tanto, indirectamente la que paga el acuerdo entre Max y Danielle. Un rato después, Kim empieza a sospechar cuando descubre que Danielle lleva un brazalete caro idéntico al que Max le regaló a ella. Max derrama café sobre Danielle, lo que la lleva a tener una conversación con su madre. Antes de responderle, Max las interrumpe. Maya, enfadada, revela detalles de su relación con Danielle, mientras que Max intenta determinar si Danielle sigue interesado en él. Entonces, Danielle sigue a Max a la planta de arriba, con la intención de practicarle sexo oral, pero él se niega. Decepcionada, Danielle sale al exterior, donde se encuentra con Maya fumando. Las dos admiten echarse de menos y se besan pasionalmente. Más tarde, Maya entra en el baño, donde se encuentra el móvil de Danielle y lee las notificaciones de la app donde se ofrece como sugar baby. Enfadada, hostiga a Danielle sobre su móvil, sin revelarle dónde se encuentra. La ansiedad de Danielle crece cuando vuelve a encontrarse con Kim y sus padres, teniendo una conversación en la que se comporta de forma extraña y revela que Max utiliza un apartamento vacío en SoHo en su tiempo libre. Cuando Kim le pregunta a Danielle si tiene pareja, Joel comienza a hablar del pasado romántico fallido de su hija y anima a los asistentes a cantar una canción que le cantaban de pequeña; Danielle se siente infantilizada y se imagina a Kim cantando mientras presume de su relación con Max.
Después, los invitados se reúnen para rezar. Rose comienza a llorar ruidosamente, haciendo que Kim tenga que salir el bebé. Tras eso, Max sigue a Danielle a la cocina, donde hablan sobre terminar su acuerdo económico. Kim aparece para decirle a Max que deberían irse a casa, y Danielle acude a sus padres para pedirles irse también. Un rato después, Kim busca a Danielle para darle su móvil después de encontrarlo. Entonces, le fuerza a Danielle a sujetar a Rose con la excusa de que necesita ayuda para alimentarla. Danielle intenta negarse, cuando aparece Max y discute con Kim sobre el bebé, lo que hace que Danielle rompa accidentalmente un florero. Danielle intenta limpiar el estropicio pero tiene una crisis nerviosa delante de los invitados, lo que hace que Maya y su madre intenten calmarla. 
Finalmente, Debbie sugiere utilizar como excusa para marcharse el acompañar a su coche a una anciana que se encuentra entre los asistentes. En su camino hacia el coche Maya y Danielle vuelven a conectar. Todo el mundo acaba convencido de volver a casa en la furgoneta de Joel, quien no encuentra la llave, mientras Kim y Max esperan sujetando a Rose, que no para de llorar. Al final, entran todos en la furgoneta a duras penas. Maya y Danielle se cogen de la mano afectivamente en la parte trasera de la furgoneta y se sonríen la una a la otra. 
 Fuente: Shiva Baby (2020) - Plot Summary (IMDb) 

## Reparto
- Rachel Sennott como Danielle
- Molly Gordon como Maya
- Danny Deferrari como Max
- Polly Draper como Debbie
- Fred Melamed como Joel
- Dianna Agron como Kim Beckett
- Jackie Hoffman como Susan
- Cilda Shaur como Sheila
- Glynis Bell como Katherine
- Sondra James como Maureen
- Rita Gardner como Mrs. Bronstein
- Deborah Offner como Ellie
- Vivien Landau como Roz
- Ariel Eliaz como Rabbi

## Producción

### Desarrollo y financiación
Shiva Baby es una expansión del corto de Emma Seligman de 2018, titulado igual. Dicho corto fue su tesis doctoral en la Universidad Tisch School of the Arts de Nueva York (NYU). La directora explicó que sentía que era posible expandir el corto, pero para ello necesitó la motivación que le aportó la actriz principal, Rachel Sennott, en empezar a trabajar en un largometraje. La película entró en producción justo antes del estreno del corto en el festival de cine SXSW de 2018.
A pesar de que el corto fue aceptado en el SXSW, nadie allí estaba interesado en hacer un largometraje de bajo presupuesto. Así que Emma Seligman contactó con Katie Schiller. Mientras se desarrollaba la película, Seligman vio de nuevo la película Palo Alto, de Gia Coppola, asegurando que “nunca antes había visto una película que retratara de forma tan precisa la asfixiante y debilitante naturaleza de las inseguridades de las mujeres jóvenes”. También se inspiró en Krisha De Trey Edward Shults, lo que hizo que visualizara la película desde un punto de vista de thriller psicológico. También se inspiró en los hermanos Coen, en la serie Transparent, en John Cassavetes y en Mike Nichols. El vestuario se inspiró en los estilismos de los Shivas que ella misma atendió junto con su familia.
Seligman afirmó que la financiación de Shiva Baby fue “el objetivo más difícil de toda su carrera profesional, también para sus productores”. Buscaron financiación para la película durante un año y recibieron ofertas de organizaciones que a cambio exigían tener mayor control creativo sobre la película, lo que les llevó a rechazarlas. La producción también sufrió un revés cuando Seligman tuvo que regresar a Canadá tras expirarse su visa. La cineasta Amanda Kramer, amiga de Seligman, les puso en contacto con Rhianon Jones de Neon Heart Productions, que se convirtió en productora ejecutiva del proyecto. Que ella se incorporara hizo que más inversores se interesaran en la película. La mayoría de la financiación fue externa e independiente al equipo de producción.